# Notothenia trigramma
Notothenia trigramma és una espècie de peix pertanyent a la família dels nototènids que es troba a l'Atlàntic sud-occidental: les illes Malvines.
És un peix d'aigua marina, demersal i de clima temperat. És inofensiu per als humans.